# Zaeta Roja
Zaeta Roja, ibland Zaeta Roja Jr. (svenska: Röda pilen), född 7 december 1993 i Santa María Xonacatepec i Puebla, är en mexikansk fribrottare (luchador). Han brottas i Consejo Mundial de Lucha Libre, Mexikos äldsta fribrottningsförbund, och då främst i Arena Puebla.
Zaeta Roja tränades av fribrottningstränarna El Califa, La Maldición och Robinson och är en tekniskt skicklig fribrottare. Zaeta Roja debuterade i Consejo Mundial de Lucha Libre år 2015 och har brottats mycket kring sin hemstad Puebla där han är ett välkänt namn.
Han har studerat träning och näringslära vid Acondicionamiento Físico y Recreación, ett universitet i Puebla. Zaeta Roja's far var också fribrottare och gick under samma namn.
Som många andra mexikanska fribrottare brottas Zaeta Roja under en fribrottningsmask, enligt traditionerna inom lucha libre. Hans riktiga namn och identitet är således inte känt av allmänheten.